# كيلي خومالو
كيلي خومالو (بالإنجليزية: Kelly Khumalo)‏ هي مغنية جنوب أفريقية، ولدت في 1 نوفمبر 1984.
كيلي خومالو (بالإنجليزية: Kelly Khumalo) هي مغنية، ممثلة وراقصة جنوب أفريقية. خومالو من سبروتفيو في إيست راند (الجزء الشرقي من المناطق الحضرية في ويتواترسراند بمدينة جوهانسبرج). لُقبَت كأفضل وافدة لعام 2005 في حلبة الموسيقى الشعبية الأفريقية. في مايو/أيار 2013، فازت بجائزة أفضل فنانة في حفل جوائز جنوب أفريقيا للموسيقى الـ 19 الذي أقيم في صن سيتي.
بعد أن أفصحت عن علاقتها المُسيئة، أصبحت مناصرة ضد العنف الأسري عام 2012. اعترفت بإدمانها للمخدرات لمدة عامين على الأقل أثناء علاقتها مع المغني مولمو ماروهاني، وحضرت اجتماعات زمالة المدمنين المجهولين.
في 26 أكتوبر/تشرين الأول 2014، شهدت مصرع صديقها الحميم وأبو طفلها سنزو ميوا (كان قائد منتخب جنوب أفريقيا لكرة القدم و لاعب نادي أورلاندو بيراتس) بعد أن قامت إحدى العصابات بإطلاق النار عليه في منزل والديها بمدينة فوسولورس.